# 5238 Naozane
5238 Naozane este un asteroid din centura principală de asteroizi.

## Descriere
5238 Naozane este un asteroid din centura principală de asteroizi. A fost descoperit pe 13 noiembrie 1990 la Okutama de Tsutomu Hioki și Shuji Hayakawa. El prezintă o orbită caracterizată de o semiaxă mare de 2,27 ua, o excentricitate de 0,12 și o înclinație de 5,9° în raport cu ecliptica.